# Potápky
Potápky (Podicipediformes) jsou řádem široce rozšířených vodních ptáků, kteří obývají stojaté sladkovodní plochy všech kontinentů s výjimkou Antarktidy. V rámci potápek se rozeznává jediná čeleď potápkovití (Podicipedidae). Jedná se o velmi starou linii ptáků, která se začala vydělovat již někdy před 55 miliony lety a představuje jednu z bazálních linií skupiny Neoaves. K potápkám se řadí 20 žijících a 3 nedávno vyhynulé druhy. Potápky nápadně připomínají potáplice, se kterými byly v minulosti spojovány, avšak morfologické a genetické studie ukázaly, že jejich nejbližšími příbuznými jsou plameňáci. Pět druhů potápek se vyskytuje i v Česku, k těm nejrozšířenějším patří potápka roháč. 
Jedná se o ptáky o velikosti mezi 23–76 cm se špičatým zobákem, krátkými křídly, zakrnělým ocasem a dlouhým krkem. Zadní prst je malý, tři prsty směřující dopředu jsou vybaveny postranními plovacími lemy. Potápky se živí hlavně korýši a rybkami. K jejich hlavním behaviorálním znakům patří velmi okázalé námluvy, během kterých potápky společně šlapou vodu, vášnivě roztahují křídla, natahují krky a nápadně se hlasově projevují. Hnízdo si staví na vodě ve vodní vegetaci. Rodičovská péče je sdílená. Inkubace trvá kolem 20–30 dní a mláďata po vylíhnutí tráví čas na hřbetě rodičů, než se odváží do vody. Zhruba třetina druhů potápek čelí nějakému typu ohrožení, typicky se jedná o ztrátu přirozeného prostředí, dopady globálního oteplování, znečištění a ohrožení introdukovanými druhy živočichů . 

## Systematika
Čeleď potápkovití (Podicipedidae) vytyčil v roce 1831 francouzský přírodovědec Charles Lucien Bonaparte. Německý anatom Max Fürbringer vyčlenil potápkám samostatný řád potápky (Podicipediformes) v roce 1888. Taxonomické postavení potápek nicméně bylo diskutabilní až do počátku 21. století (viz níže). Vědecký název čeledi i řádu je odvozen z rodu potápek Podiceps, které má základ v latinském podex, podicis („řiť“, „zadnice“) a pes („noha“), což odkazuje k nohám vyrůstajícím ze zadní části těla.

### Vnější fylogeneze

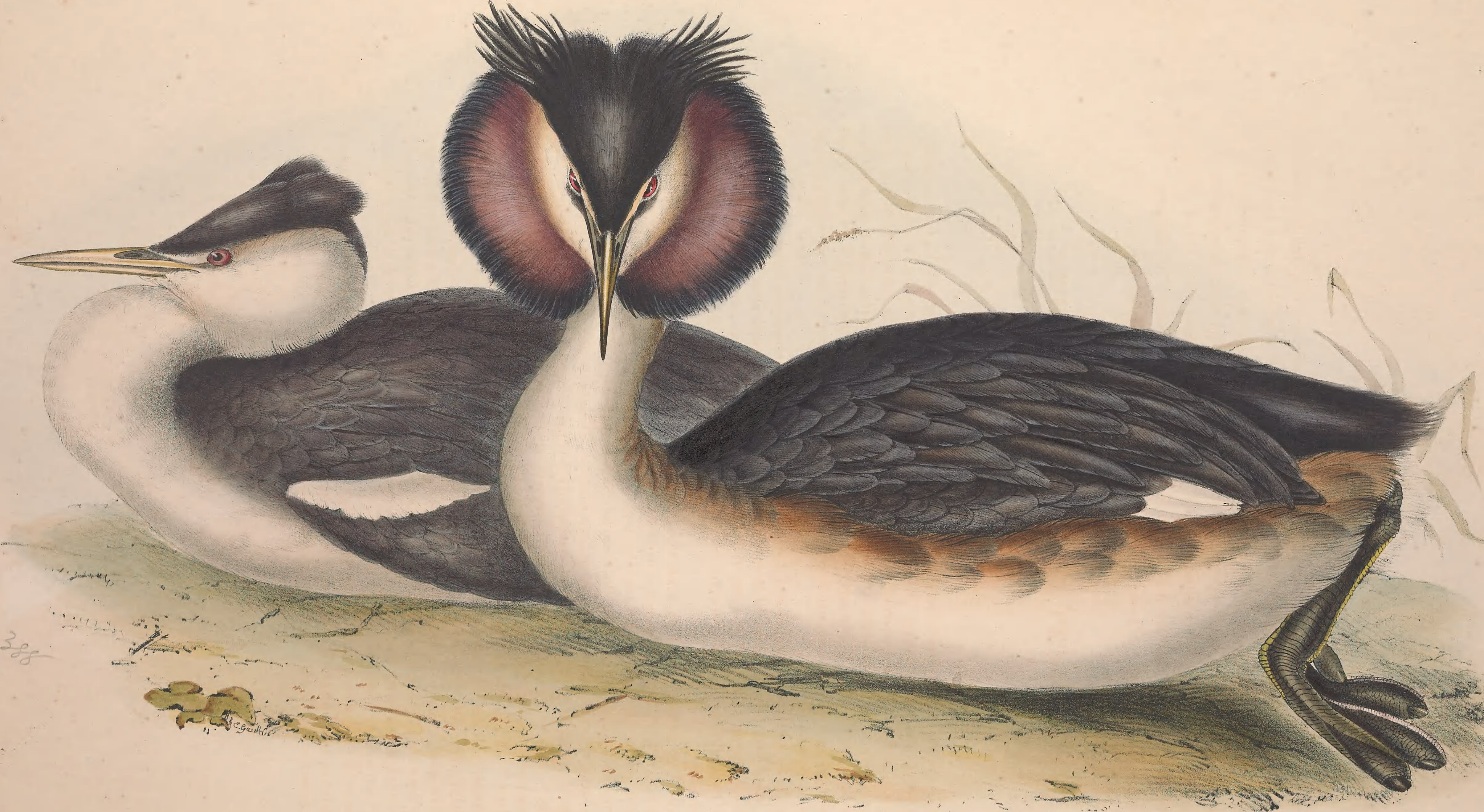
Potápka roháč (John Gould, 1837)

Potápky byly tradičně považovány za nejbližší příbuzné potáplic (Gaviiformes). Již v roce 1935 však bylo poukázáno na to, že podobnost obou skupin může být důsledek konvergentní evoluce, tzn. důsledek podobných selekčních tlaků, který v průběhu evoluce vzhledově i ekologicky přiblížil dvě jinak nepříbuzné skupiny. Stejný názor měli i průkopníci výzkumu DNA ve fylogenezi ptáků Charles Sibley a Jon E. Ahlquist (1990). V roce 2001 byli poprvé identifikováni jako možná sesterská skupina potápek plameňáci (Phoenicopteriformes). To následně podpořily i morfologické a četné genetické studie. Toto zjištění bylo poměrně překvapující, jelikož plameňáci jsou dlouhonozí ptáci, sbírající potravu při brodění filtrací živočichů z vody, zatímco potápky jsou krátkonozí ptáci, co se živí převážně rybami a menšími členovci, které loví pod vodou do zobáku. Podrobná studie morfologie identifikovala hned kolem 11 morfologických znaků, které mají obě skupiny unikátně společné. Patří k nim 23 presakrálních obratlů (obratle v oblasti horní části těla; většina ostatních ptáků jich má jen 18–21), 11 ručních letek (jediná další skupina se stejným počtem jsou čápovití (Ciconiidae)), vejce pokrytá vrstvou amorfního kalcia fosfátu (k tomu dochází pouze u některých druhů tabonovitých (Megapodiidae)) a nejméně 4 hrudní obratle srůstající do notaria. Společný klad potápek a plameňáků se označuje jako Mirandornithes. Ten patrně představuje bazální klad samotných Neoaves, tedy jednoho ze dvou hlavních kladů letců (druhým jsou Galloanserae). Linie potápek se začala vydělovat snad někdy před 55 miliony lety.

### Fosilní nálezy
Fosilní záznam potápek je navzdory jejich celosvětovému rozšíření jen chabý. Většina popsaných fosilních druhů z neogénu je známa jen na základě fragmentů končetinových kostí. Nejstarší fosilie, které se snad dají přiřadit k potápkám, pochází z oligocénu, i když jejich zařazení mezi potápky je diskutabilní. Z větší dávkou jistoty se za raně primitivní klad potápek dají považovat miocenní potápky z rodu Miobaptus, které jsou známy z nálezů z Česka a jezera Bajkal. Ze Španělska je z dobře zachované miocenní kostry znám rod Thiornis. Z pliocénu se ve fosilním záznamu zachoval severoamerický rod Pliolymbus a několik fosilních druhů je známo i z rodů, které dodnes mají recentní zástupce, mj. Podiceps, Aechmophorus či Podilymbus. Jelikož se na severní polokouli objevují potápky ve fosilním záznamu až v miocénu, předpokládá se, že se potápky vyvinuly na jižní polokouli a teprve později osídlili severní polokouli.

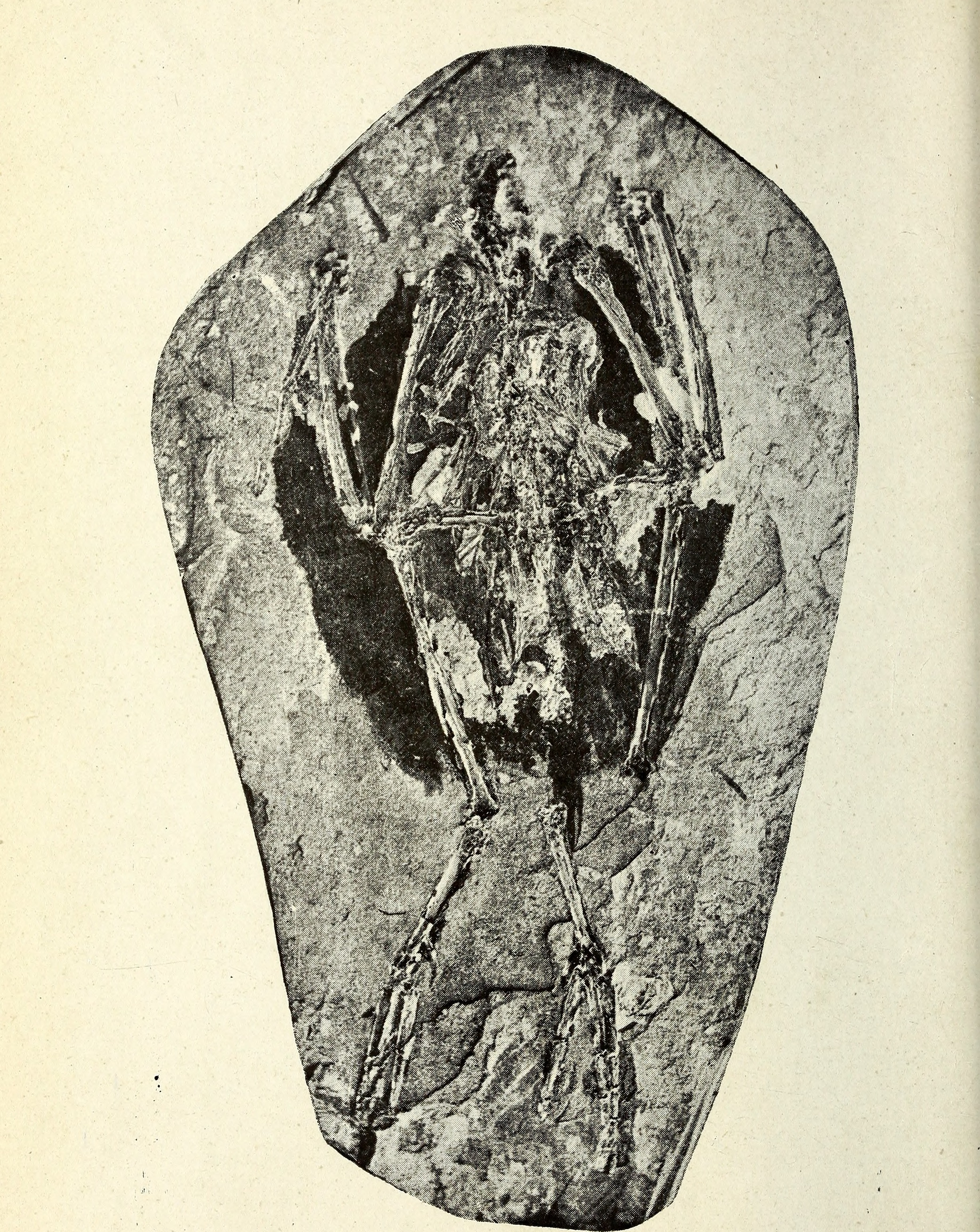
Fosilie primitivního druhu potápky Thiornis sociata

K fosilním taxonům potápek se řadí mj. následující rody a druhy:
- rod Aechmophorus Coues, 1862
  - †Aechmophorus elasson Murray, 1967
- rod †Miobaptus Švec, 1982
  - †Miobaptus huzhiricus Zelenkov, 2015
  - †Miobaptus walteri Švec, 1982
- rod †Miodytes Dimitreijevich, Gál & Kessler, 2002
  - †Miodytes serbicus Dimitreijevich, Gál & Kessler, 2002
- rod †Pliolymbus Murray, 1967
  - †Pliolymbus baryosteus Murray, 1967
- rod Podiceps Latham 1787
  - †Podiceps arndti Chandler, 1990
  - †Podiceps csarnotanus Kessler, 2009
  - †Podiceps discors Murray, 1967
  - †Podiceps dixi Brodkorp, 1963
  - †Podiceps howardae Storer, 2001
  - †Podiceps miocenicus Kessler, 1984
  - †Podiceps oligoceanus (Shufeldt, 1915)
  - †Podiceps parvus (Shufeldt, 1913)
  - †Podiceps pisanus (Portis, 1888)
  - †Podiceps solidus Kuročkin, 1985
  - †Podiceps subparvus (Miller & Bowman, 1958)
- rod Podilymbus Lesson 1831
  - †Podilymbus majusculus Murray 1967
  - †Podilymbus wetmorei Storer 1976
- rod †Thiornis Navás, 1922
  - †Thiornis sociata Navás, 1922

### Vnitřní systematika
Rozeznává se 20 žijících druhů potápek v 6 rodech. 3 další druhy nedávno vyhynuly. Rozdělení do rodů je založeno na anatomických, morfologických a etologických rysech. Druhově zdaleka nejrozmanitější je rod Podiceps, jehož zástupci se vyskytují na všech kontinentech kromě Antarktidy. Do tohoto rodu se řadí i většina potápek vyskytujících se na území Česka. Druhým nejpočetnějším i rod Tachybaptus. Rody Podilymbus i Aechmophorus zahrnují po dvou druzích potápek z Ameriky, rod Poliocephalus čítá dva druhy z Australasie a rod Rollandia dva druhy z Jižní Ameriky. Úplný seznam recentních nebo nedávno vyhynulých druhů shrnuje následující tabulka:
| Obrázek | Rod                          | Seznam druhů |
| ------- | ---------------------------- | --- |
|         | Podilymbus Lesson 1831       | - potápka americká, Podilymbus podiceps (Linnaeus 1758) - †potápka obrovská, Podilymbus gigas Griscom 1929 |
|         | Tachybaptus Reichenbach 1853 | - potápka nejmenší, Tachybaptus dominicus (Linnaeus 1766) - potápka malá, Tachybaptus ruficollis (Pallas 1764) - potápka australská, Tachybaptus novaehollandiae (Stephens 1826) - potápka madagaskarská, Tachybaptus pelzelnii (Hartlaub 1861) - Tachybaptus tricolor (Gray 1861) - †potápka skořicovohrdlá, Tachybaptus rufolavatus (Delacour 1932) |
|         | Poliocephalus Selby, 1840    | - potápka šedohlavá, Poliocephalus poliocephalus (Jardine & Selby 1827) - potápka novozélandská, Poliocephalus rufopectus (Gray 1843) |
|         | Aechmophorus Coues, 1862     | - potápka západní, Aechmophorus occidentalis (Lawrence 1858) - potápka Clarkova, Aechmophorus clarkii (Lawrence 1858) |
|         | Podiceps Latham 1787         | - potápka žlutorohá, Podiceps auritus (Linnaeus 1758) - potápka roháč, Podiceps cristatus (Linnaeus 1758) - potápka argentinská, Podiceps gallardoi Rumboll 1974 - potápka rudokrká, Podiceps grisegena (Boddaert 1783) - potápka velká, Podiceps major (Boddaert 1783) - potápka černokrká, Podiceps nigricollis Brehm 1831 - potápka stříbřitá, Podiceps occipitalis Garnot 1826 - potápka Taczanowského, Podiceps taczanowskii von Berlepsch & Stolzmann 1894 - †potápka andská, Podiceps andinus (Meyer de Schauensee 1959) |
|         | Rollandia Bonaparte, 1856    | - potápka krátkokřídlá, Rollandia microptera Gould 1868 - potápka Rollandova, Rollandia rolland Quoy & Gaimard 1824 |

## Popis a morfologie

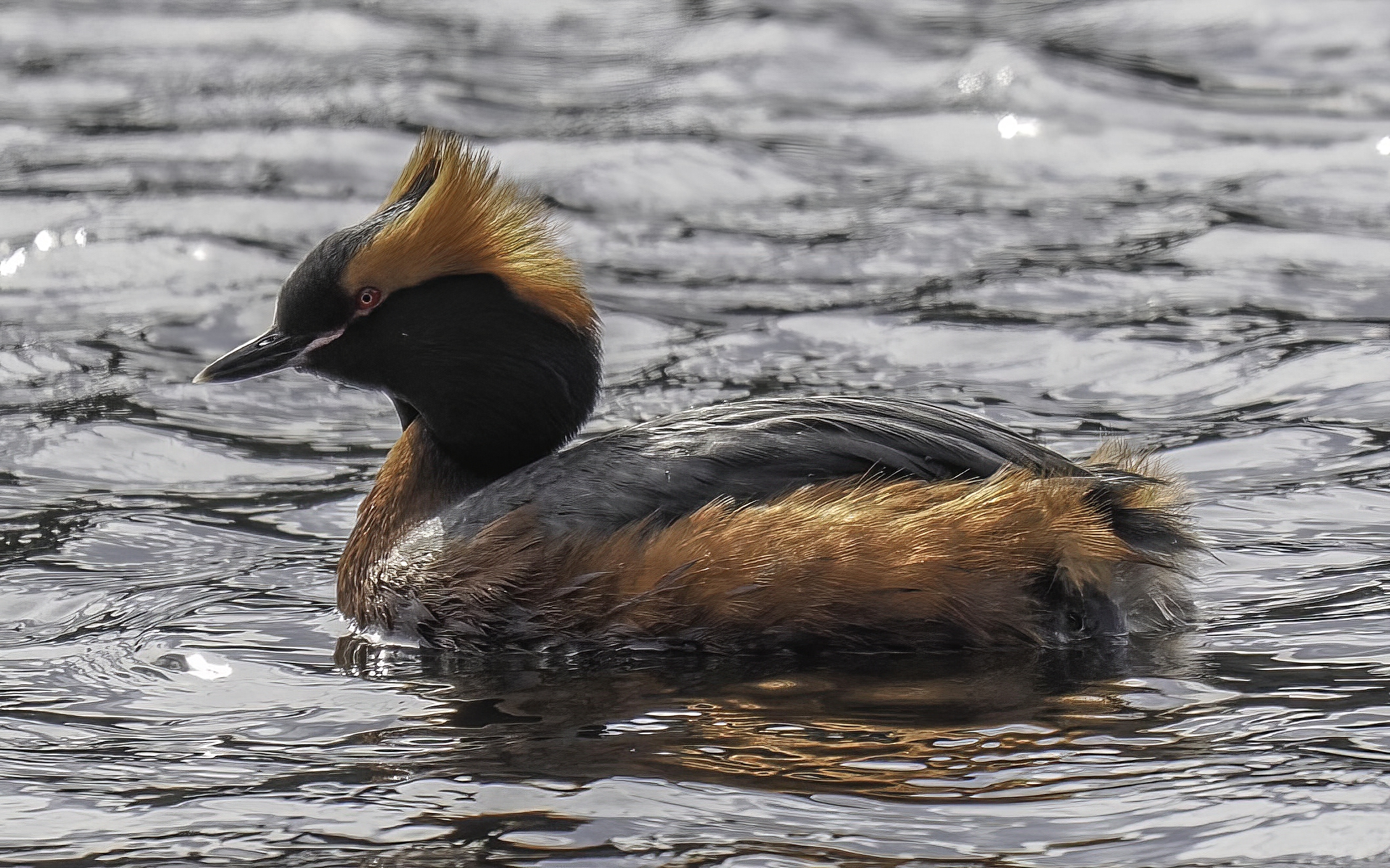
Potápka žlutorohá s nápadnými růžkami svatebního šatu

Potápky dorůstají délky 23–76 cm a váhy od 120 do 1500 g. Nejmenším zástupcem je potápka nejmenší a velmi malí jsou i další zástupci z rodu Tachybaptus. Největší potápkou je potápka velká. Váha těla a rozložení svaloviny se extrémně obměňuje v průběhu roku. Prsní svalovina se zvětšuje v době tahu, s příchodem doby vykrmování rostou svaly na nohou a před přepeřováním potápky ukládají energii v podobě tukových zásob. K přepeřování dochází po vyhnízdění a letky jsou vyměněny najednou, což potápkám znemožňuje let na 3–4 týdny.

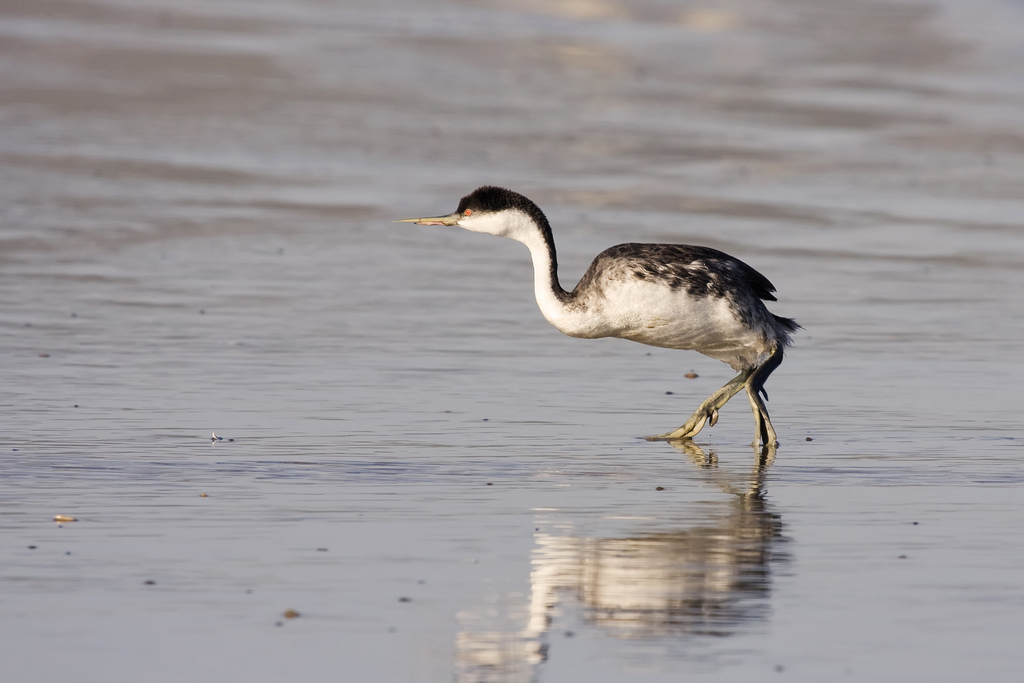
Potápka západní při chůzi, kde je dobře vidět umístění nohou až v zadní části těla

Pohlavní dvojtvárnost je nevýrazná – samci bývají v průměru o něco větší než samice a jejich zobáky jsou typicky delší, opeření samce a samice je jinak stejné. Tělo potápek je dorzoventrálně zploštělé. Protáhlé krky dosahují takřka dvojnásobné délky těla. Nohy jsou posazeny v zadní části těla a při plavání i potápění jsou jediným prostředkem pohybu. Jsou natolik uzpůsobeny pohybu ve vodě, že chůze potápkám činí obtíže a omezuje se typicky na několik kroků. V případě potřeby však mohou na krátkou vzdálenost i běžet. Potápky mají čtyři prsty – tři prsty směřující dopředu jsou opatřeny jen menšími blánami, zadní prst je malý, bez blány. Každý prst je opatřen bočními plovacími lemy a zakončen malými plochými drápky. Běhák je nápadně bočně zploštělý, u dospělců zezadu vroubkovaný (nejvíce u rodů Tachybaptus a Rollandia), což patrně slouží pro přesekávání vodní vegetace v případně, že se do ní potápky zamotají. Nohy jsou v patě velmi dobře pohyblivé, takže během plavání mohou být vytočeny do stran. Při plavání se potápky odrážejí oběma nohama současně. Mají 17–21 obratlů.

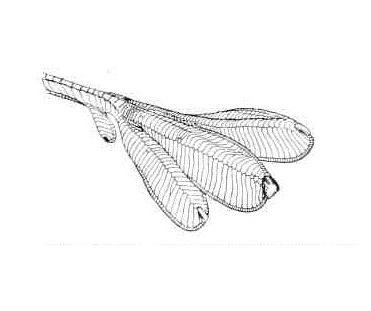
Náčrtek nohy potápky roháče

Prostý šat bývá zabarven na principu protistínu; zatímco svrchní strana je tmavě šedá, hnědá nebo černá, spodina bývá bílá. Hnízdní šat bývá výrazně odlišný od prostého a zahrnuje různě zbarvené pestré opeření, které je nejvýraznější u rodu Podiceps, jehož zástupci mají v hnízdním šatu prodloužené chocholky a dlouhá pera na hlavě tvořící „špičky“ nebo „růžky“. Mláďata bývají obalena hustým hnědým prachovým peřím, typicky s podélnými pruhy na horní straně těla s komplexnějšími vzory na hlavě. Nedospělé potápky vypadají podobně jako dospělci v prostém šatu, avšak lze je většinou rozpoznat podle zbytků pruhů na hlavě, které přebývají ze šatu z prvního roku.
Opeření potápek je velmi husté, nepromokavé a pera spirálovitá, což jsou další adaptace na chladné vodní prostředí. Každá potápka může mít i více než 20 000 per. Všechny potápky mají 11 letek. Vedle opeření s výbornými izolačními vlastnostmi potápkám pomáhá s termoregulací i jejich tmavá kůže, kterou se v případě slunečných dní snaží v oblasti břicha odhalit a nastavit slunci. K dalším adaptacím na vodní život patří kostra, která je jen lehce pneumatizovaná, takže se dokáže snadněji ponořit. Na rozdíl od některých jiných potápivých ptáků (např. tučňáků) potápky nepoužívají pro pohyb pod vodou křídla, ale pouze nohy. Křídla jsou při ponoru těsně přitisknuta k tělu.

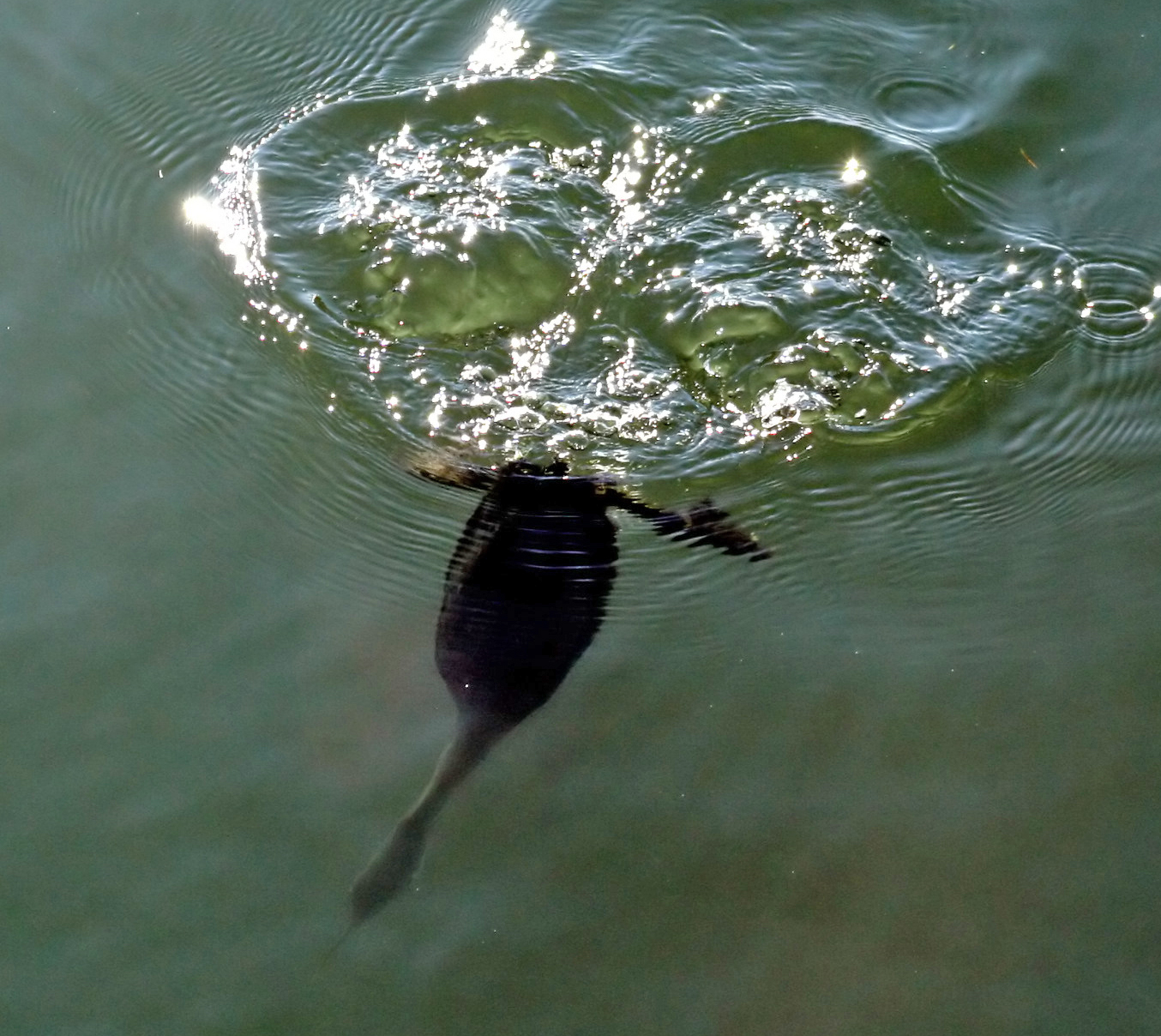
Potápka se připravuje k odrazu oběma nohama najednou

Ocas je jen zakrnělý. Potápky postrádají rýdovací pera, která tvoří ocas u většiny ostatních ptáků, a místo nich v oblasti ocasu vyrůstá jen trs prachového peří. Kostrční žláza je mohutná. Zobák je krátký, silný a špičatý, takže je dobře uzpůsobený hlavní kořisti potápek – vodním bezobratlým a rybám. Výjimkou byla potápka obrovská, jejíž tlustý velký zobák podporovaný silnou čelistní a krční svalovinou byl adaptován na drcení velkých korýšů. Křídla jsou jen malá, takže pro umožnění třepotavého letu s nimi potápky musí intenzivně mávat. Pro vzlet z vodní hladiny potápky musí po vodě chvíli „běžet“, než se jim podaří vzlétnout. Tři druhy zcela ztratily schopnost letu. Patří k nim jihoameričtí endemité horských jezer potápka krátkokřídlá, potápka Taczanowského a potápka obrovská. Všechny tyto tři nelétavé potápky náleží do jiných rodů, což ukazuje, že ke ztrátě schopnosti letu u nich došlo nezávisle (konvergentně). Ke společným znakům nelétavých potápek patří zkrácená relativní délka křídel, ocasu a letek, redukce prsních svalů a zvětšená velikost těla. Větší tělo se u nelétavých druhů projevuje nejvíce u samců, kteří jsou poměrově větší než samice o trochu více než u létavých druhů potápek. K redukci relativní délky křídel a ocasu došlo v menší míře i u ostrovních taxonů (potápka skořicovohrdlá z Madagaskaru a ostrovní populace potápky Rollandovy z Falklandů).

## Výskyt

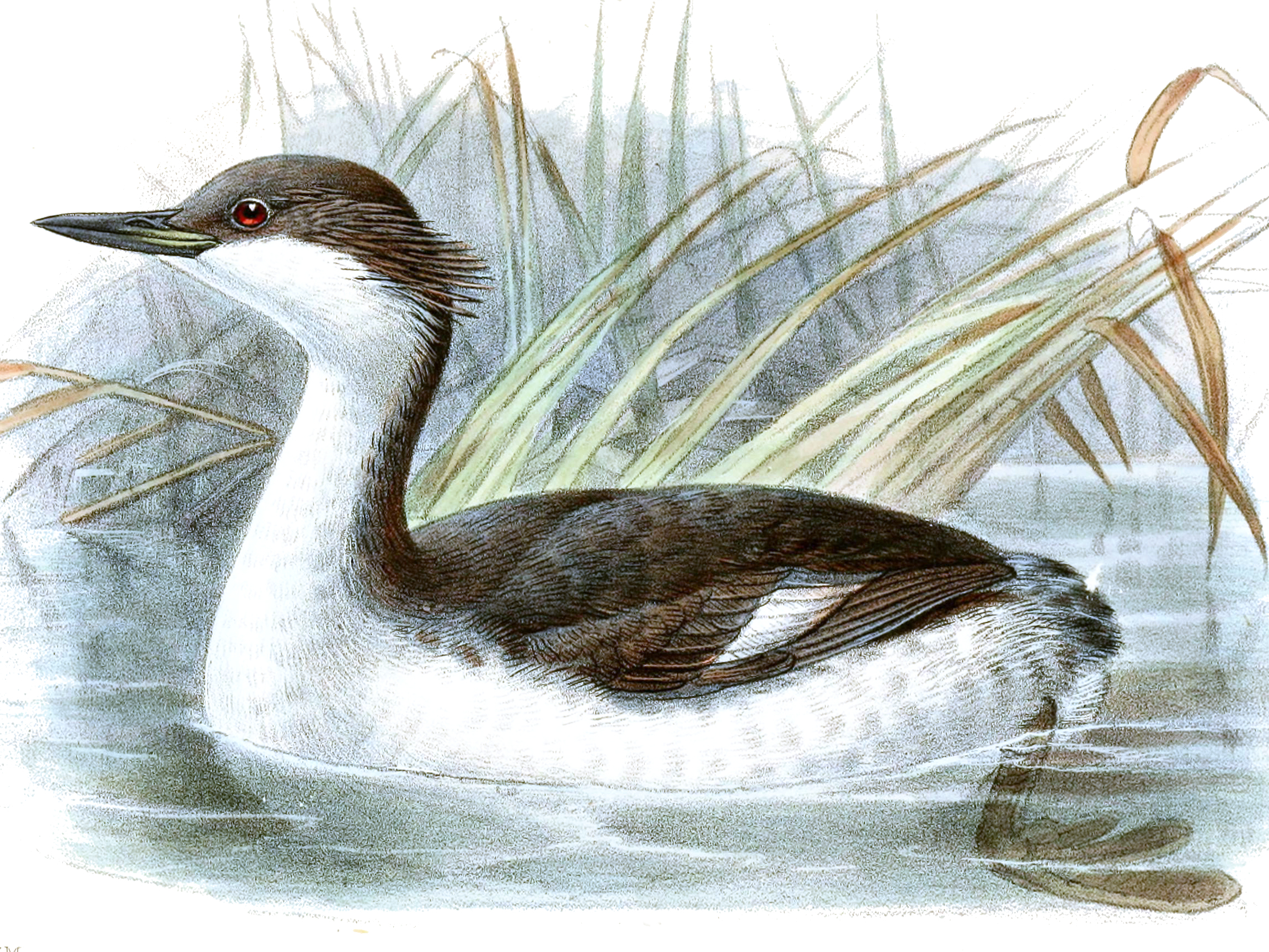
Potápka Taczanowského, endemit perského jezera Junín

Potápky mají široký areál rozšíření rozprostírající se na všech kontinentech kromě Antarktidy. Obývají převážně oblasti mírného, subtropického a tropického pásu a jejich areál výskytu zasahuje i do subarktické Kanady, severní Eurasie, na Aljašku nebo Island. Na jižní polokouli je nejjižnější oblastí výskytu Ohňová země. K největší druhové diverzitě dochází v Novém světě, hlavně v neotropické oblasti.

Potápky jsou nerozlučně spjaty s vodou, na kterou jsou vázány ve všech fázích životního cyklu. Hnízdní stanoviště potápek utváří stojaté vody sladkovodních jezer a močálů, v moderní historii i člověkem vytvořené vodní plochy, jako jsou přehrady, zatopené lomy a vodní nádrže. Bez větších problémů dovedou rychle kolonizovat nově vytvořené vodní plochy. Některé druhy jako potápka malá obývají i pomalu tekoucí říčky. V neotropické oblasti mohou potápky sídlit na jezerech až do 4000 m n. m. Velikost vodní plochy většinou nehraje významnější roli a menší druhy mohou obývat i vodní plochy menší než jeden hektar. Mimo hnízdění se potápky většinou stahují ze svých hnízdišť na velkoplošná jezera i k oceánskému pobřeží do chráněných zátok a zálivů, kde se formují do početných hejn a přepeřují. Vyhýbají se oblastem s výskytem ledu, sněhu a celoročně velmi studených vod.

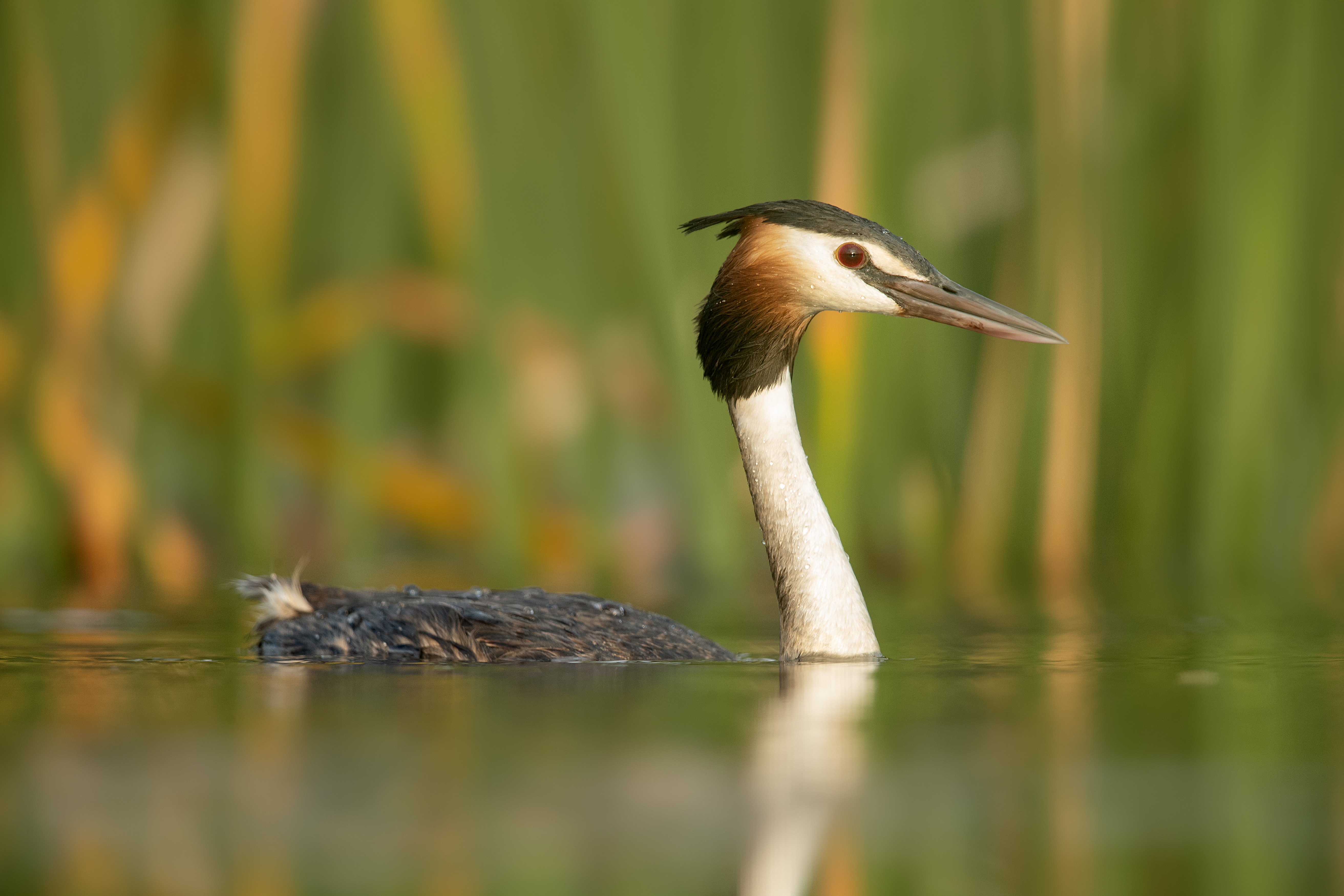
Potápka roháč patří k nejběžnějším druhům českých potápek

### Česko
Na území Česka se vyskytuje pět druhů potápek ze dvou rodů. Jedná se o čtyři zástupce rodu Podiceps (potápka černokrká, potápka roháč, potápka žlutorohá a potápka rudokrká) a jednoho zástupce rodu Tachybaptus (potápka malá). Potápka malá představuje vůbec nejmenší evropský druh potápky, který se současně může vyskytovat i na velmi malých vodních plochách. Potápka roháč je v Česku široce a relativně hojně rozšířena, osidluje hlavně větší rybníky a nádrže. Původně hojná potápka černokrká v Česku výrazně ubyla v důsledku nevhodného managementu rybniční krajiny. Potápka rudokrká pak hnízdí v Česku jen ostrůvkovitě a sporadicky a poslední z druhů potápka žlutokrká Českem jen vzácně protahuje a občas i zimuje.

## Biologie a ekologie

### Chování
Potápky nejsou příliš sociální a většina druhů je spíše samotářská. V době mimo hnízdění se však některé druhy před tahem mohou sdružovat do velkých hejn. Velikost těchto hejn u potápky černokrké na severoamerických jezerech může dosahovat i několika set tisíc jedinců. Potápka šedohlavá, černokrká, stříbřitá, západní, Clarkova a Taczanowského hnízdí v koloniích. Podobně jako ostatní vodní ptáci, i potápky tráví většinu času sběrem potravy nebo odpočinkem, který zahrnuje častou péči o peří.

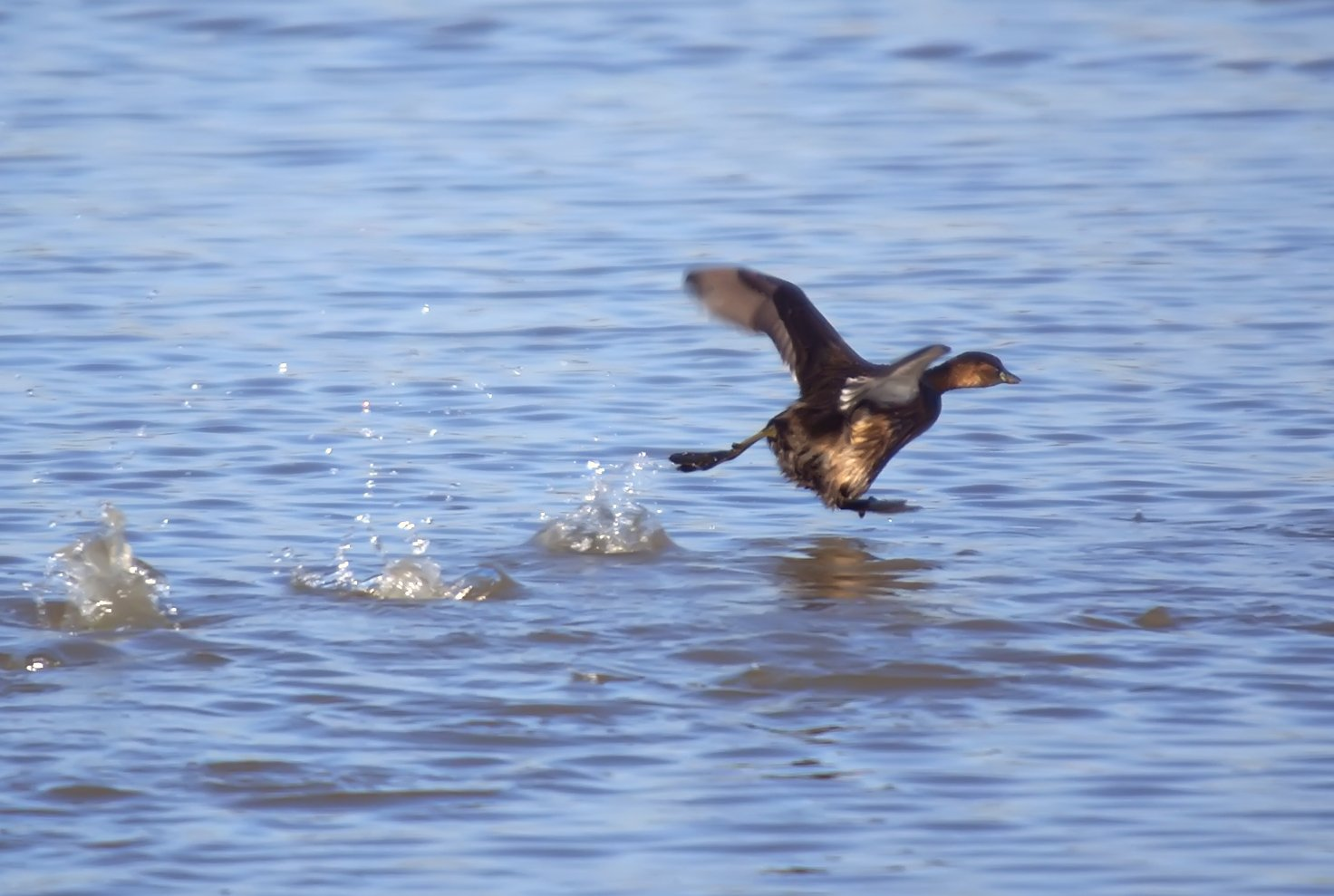
Potápka malá při „běhu“ po hladině před vzletem

Unikátním behaviorálním jevem potápek je polykání vlastního peří, což se v průběhu let setkalo s mnoha interpretacemi ornitologů. Soudobí ornitologové se domnívají, že polykání peří má funkci v trávení. Spolykané peří se nahromadí v žaludku, kde utvoří chomáč, který zadržuje potravu v žaludku do doby, než je plně strávena. Tento chomáč potápky pravidelně vyvrhují každou noc. Část spolykaného peří se dostane dále až do pylorické části, kde utvoří druhý chomáč, jenž slouží jako mechanický filtr zachytávající nestrávené nebo nestravitelné zbytky potravy, která tak nepokračují dále do střeva. K vyvržení chomáče z pylorické oblasti dochází jen nepravidelně. Polykání peří se patrně vyvinulo při adaptaci potápek na požírání členovců s tvrdými schránkami. Potápka může vyvrhnout i šest chomáčů peří za jediný večer. K jiným vysvětlením polykání vlastního peří patří to, že se jedná o ochranu proti parazitům, především vrtejšům.
U řadu druhů potápek dochází v pohnízdním období k disperzi a některé druhy jsou čistě tažné. Potápky táhnou v letu v noci, přes den mohou plavat podél pobřeží ve směru své cílové destinace. Tahové trasy typicky kopírují mořské pobřeží, občas vedou podél rozlehlých údolí a velkých řek. I přesto, že je let pro potápky energeticky náročný, dovedou přelétnou i velké vzdálenosti. Příkladem může být potápka šedohlavá, která je hojně rozšířena v Austrálii. Tato potápka vzácně, avšak pravidelně zalétává na Nový Zéland. Obě země od sebe odděluje více než dva tisíce kilometrů širého moře.

### Potrava a potápění

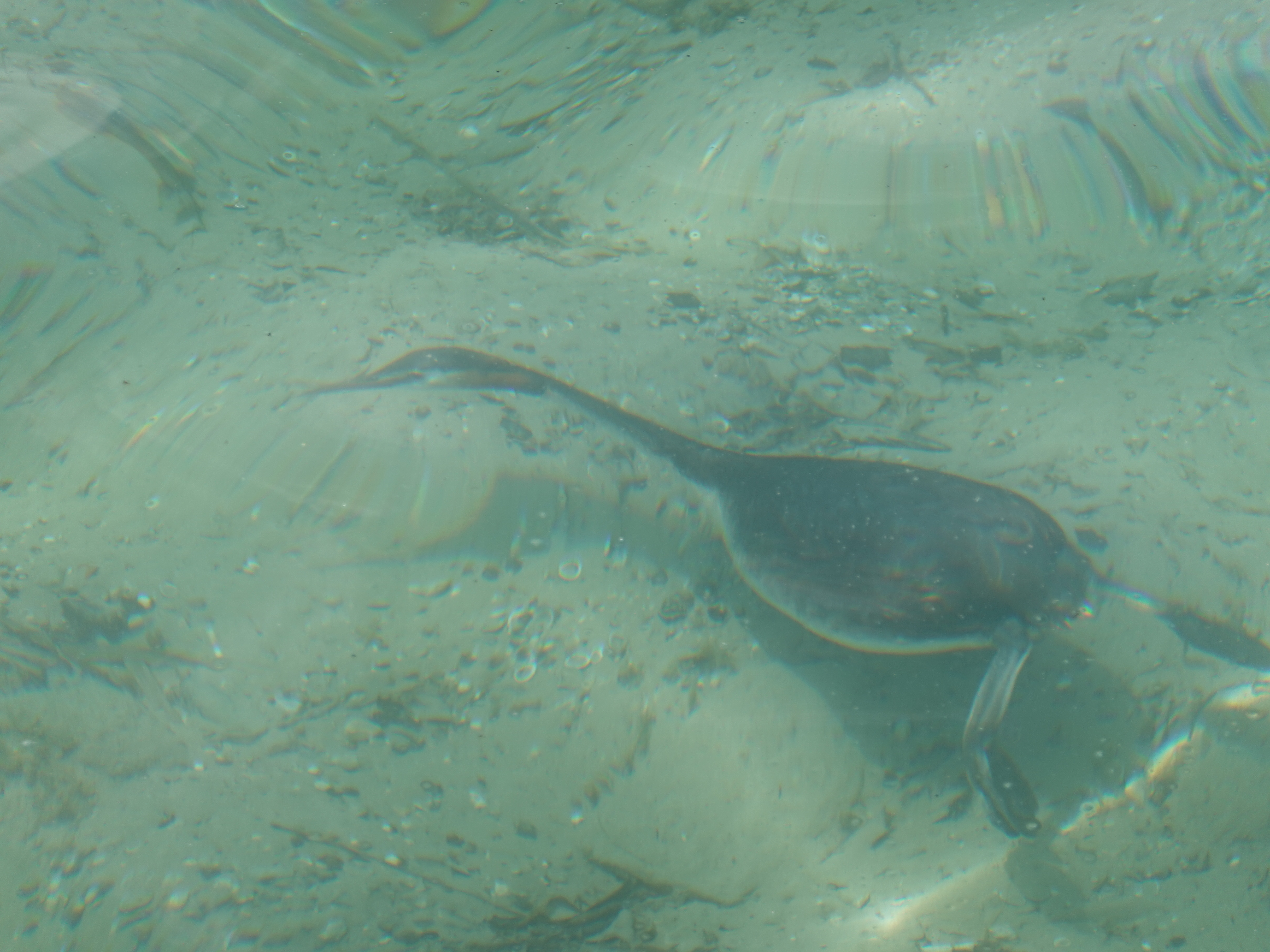
Potápka roháč pod vodou

Hlavní potravu potápek tvoří ryby a vodní bezobratlí jako červi, plži a korýši. Větší druhy potápek se krmí hlavně na rybách, menší druhy požírají více vodního hmyzu a korýšů včetně krevet a langust. Ve valné většině případů potápky získávají svou potravu během potápění. Pod vodou svou kořist loví buď pronásledováním nebo vyzobáváním ze dna a vegetace. Vzácněji mohou potravu sbírat i z vodní hladiny nebo z vegetace visící nad vodní hladinou. Potravu typicky polykají pod vodou, v případě úlovku větší ryby s ní mohou vyplavat na hladinu, kde ji spolknou. Ryby typicky loví uchvácením do zobáku, některé druhy včetně potápky Clarkovy nabodávají ryby s pomocí rychlého vystřelení krku.
Potápky jsou dobře adaptovány na život ve vodě velkých hloubek, potravu však nejčastěji shání v horních 3–4 metrech vodního sloupce. Větší druhy se typicky potápí hlouběji – běžně do 25 m, výjimečněji do 40 m. Menší druhy jako potápka malá se potápí jen do 2 m. Doba ponoru se většinou pohybuje mezi 10–40 vteřinami. Větší druhy typicky mají lepší potenciál pro ukládání kyslíku a zůstávají pod vodou déle než menší druhy. Větší druhy se mohou potopit na dobu kolem jedné minuty, u potápky žlutorohé byl zaznamenán ponor dlouhý 3 minuty.

### Hnízdění
Zatímco u druhů žijících v blízkosti rovníku může dojít k zahnízdění v průběhu celého roku, hnízdní sezóna druhů z vyšších zeměpisných šířek bývá časově podmíněna. Potápky jsou monogamní. Rodičovská péče od stavby hnízda přes inkubaci po krmení mláďat je sdílená. Námluvy potápek jsou vysoce ritualizované a patří k „nejokázalejším v ptačím světě“. Zahrnují výrazné vokální projevy, pokyvování hlavou, předvádění péče o peří, společné plavání, šlapání vody s roztaženými křídly, čechrání peří, předávání darů a mnohé další ritualizované pózy. Přesné sekvence a prvky se liší podle druhu, nejokázalejší námluvy bývají u druhů z rodu Podiceps.

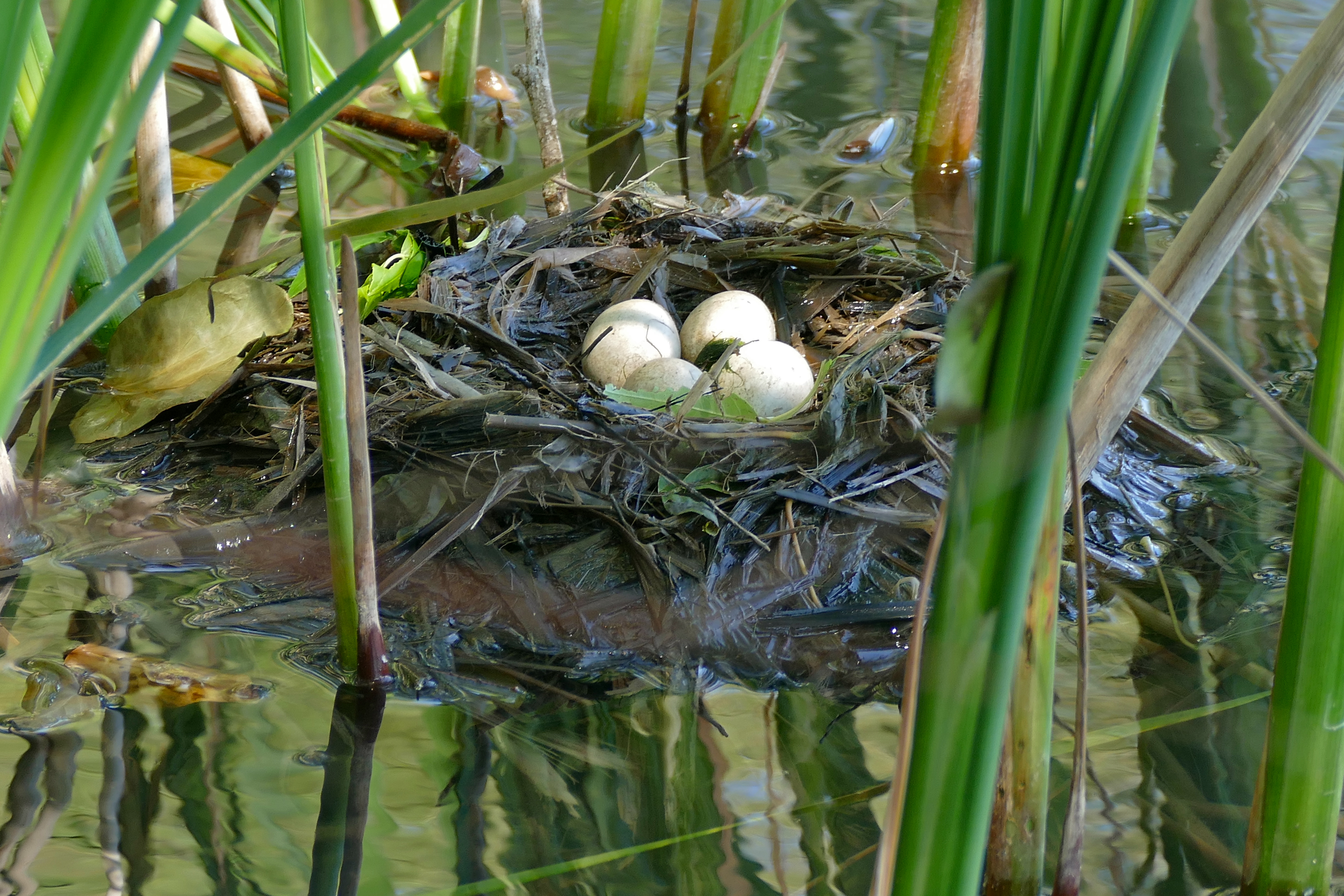
Hnízdo potápky malé se snůškou

Většina druhů zahnizďuje na ledabyle postavených plošinkách z vodní vegetace. Hnízdo bývá umístěno na vodě a zakotveno ve vodní vegetaci vyrůstající z vody, což vedle upevnění hnízda poskytuje i dobrou kamufláž. Některé druhy si staví hnízdo z vegetace v podobě větší hromady, jejíž báze sahá až na dno. Potápky bývají během hnízdění značně teritoriální. Svá teritoria agresivně brání i tak malé druhy jako potápka malá, která může vášnivě pronásledovat i mnohem větší druhy vodních ptáků včetně kachny divoké nebo slípky zelenonohé. Kopulace většinou probíhá na plošinkách z vodní vegetace, které si potápky k tomuto účelu speciálně staví v mělké vodě. Koloniálně hnízdící druhy nezřídka mísí své kolonie s jinými druhy ptáků. Např. kolonie potápky západní jsou v Severní Americe spojovány s hnízděním rybáka Forsterového (Sterna forsteri) a kolonie potápky černokrké se v Evropě často mísí s koloniemi rybáka bahenního (Chlidonias hybrida) a racka chechtavého (Chroicocephalus ridibundus). Tato spojení bývají pro potápky výhodná v tom, že racci a rybáci jsou lépe vybaveni proti predaci ze vzduchu už jen díky jejich vysoké vzdušné aktivitě nad koloniemi.

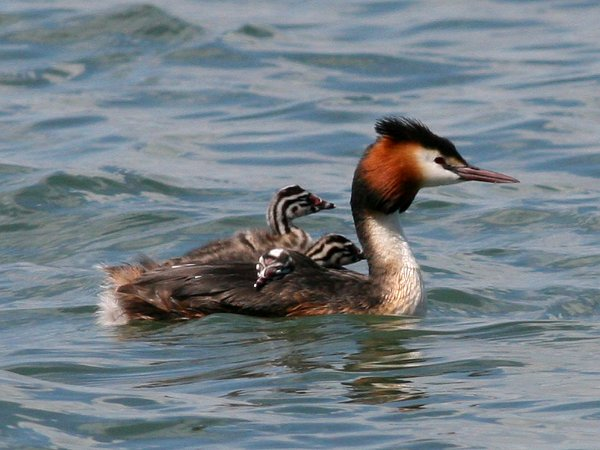
Potápka roháč se třemi mláďaty na hřbetě

Samice potápek snáší kolem 2–7 vajec ve dvoudenních intervalech. Nejméně vajec snáší potápka argentinská – samice klade pouze dvě vejce, avšak rodiče se starají pouze o první novorozeně, zatímco druhé zavrhnou. Jedná se patrně o adaptaci na drsné podmínky jižní Patagonie. Inkubace zabírá potápkám 20–30 dní a započíná s nakladením prvního nebo druhého vejce. Pokud potřebuje inkubující rodič hnízdo opustit, vejce přikryje rostlinným materiálem. Ptáčata obalena prachovým peřím se rodí asynchronně ve zhruba dvoudenních intervalech. Jakmile jsou všechna ptáčata vyklubána, vylezou na hřbet jednoho z rodičů, který je takto vozívá po teritoriu. Zatímco se ptáčata vozí na hřbetu jednoho z rodičů, druhý z rodičů se potápí pro potravu, kterou je následně vykrmuje. Ptáčata se postupně učí plavat, potápět a zajišťovat si potravu. Výjimečně se může rodič potopit pro potravu i s ptáčaty na hřbetu. První let nastává v době kolem 44–79 dní a mláďata se krátce po něm osamostatňují. K prvnímu zahnízdění dochází v prvním nebo druhém roce života. Potápky mohou stejné hnízdo využít i opakovaně v následujícím hnízdním období. Samice snáší jednu až dvě snůšky ročně, u menších druhů může výjimečně snášet i tři snůšky za rok. Potápka západní se může dožít až 15 let, potápka malá žije až 12 let.

### Predátoři a parazité
Hlavní hnízdní predátory představují jiné druhy ptáků, jako jsou racci, krkavcovití, motáci (Circus) a lysky (Fulica). Ptáčata mohou být požírána i většími druhy predátorských ryb jako jsou štiky nebo lososi, což je může ohrožovat v místech, kde byly podobné druhy ryb introdukovány pro chov. Savci jako invazivní mýval severní či norek americký mohou v některých oblastech představovat zásadního hnízdního predátora potápek.
Většina potápek bývá napadena velkým množstvím parazitů. K těm patří hlavně motolice, tasemnice, hlístice, vrtejši, roztoči nebo péřovky. Na potápkách bylo zaznamenáno již několik set druhů těchto parazitů, z nichž většina obývá trávicí trakt. Roztoči se vyskytují v peří a nozdrách, pijavice z rodu Theromyzon napadají hlavně nozdry. Některé z těchto parazitů se na potápky specializují (např. péřovky z rodu Aquanirmus). Počet parazitů v jednom ptákovi může přesahovat až 33 000.

## Vztah k lidem

### Odkaz v kultuře

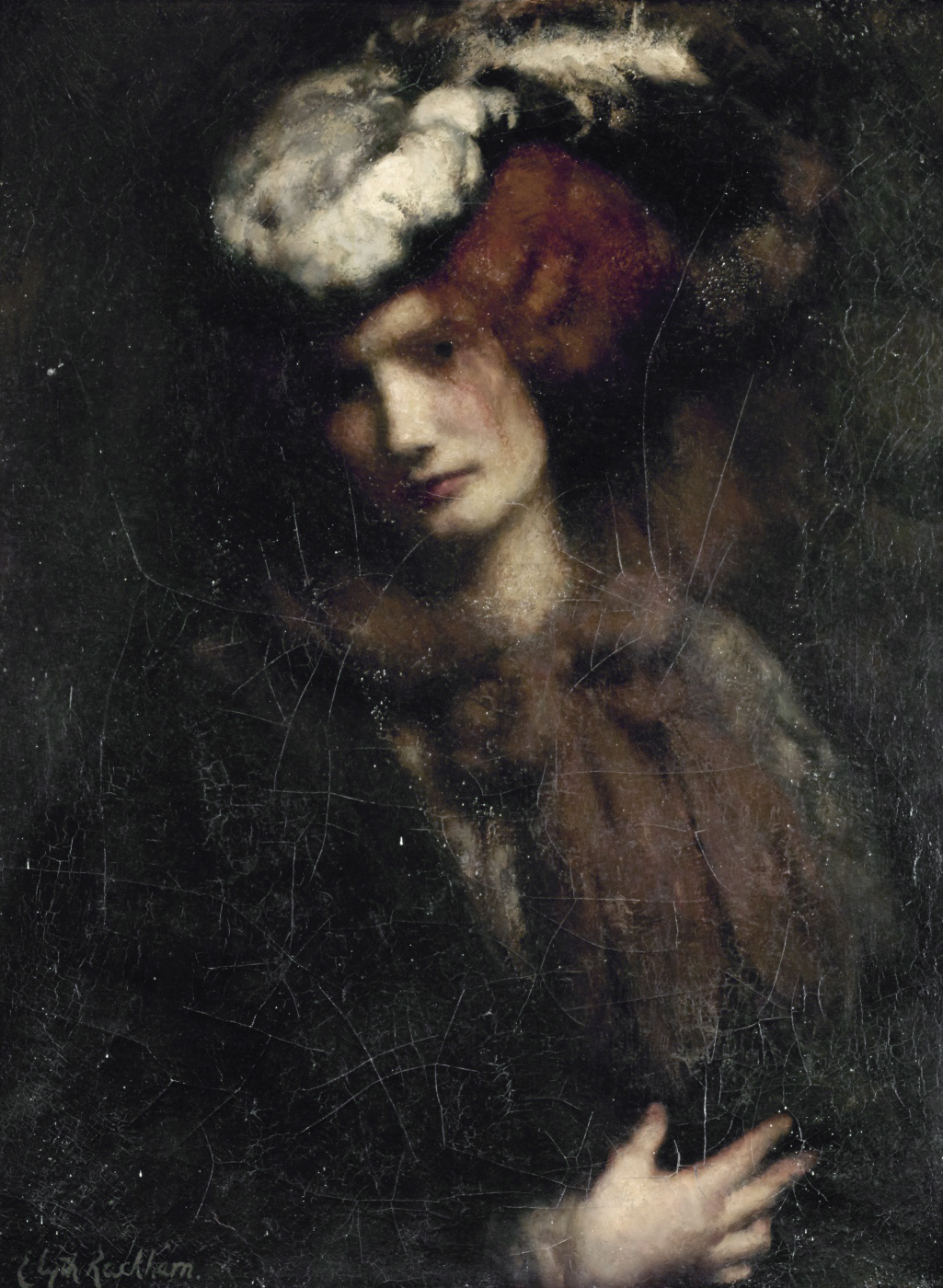
Portrét dámy s čapkou z potápky (Edyth Starkie, před rokem 1941)

Jedna z prvních vědeckých studií o etologii se týkala právě potápek. Jednalo se o práci Juliana Huxleyho, výrazného evolučního biologa 20. století, který v roce 1914 publikoval článek o námluvním chování potápky roháče. Až do počátku 20. století byly potápky hojně loveny lidmi pro jejich jemné opeření na břichu, pro které byla poptávka v evropském módním průmyslu. Peří se používalo k výrobě ozdob na různé části ženských oděvů i jako materiál na výrobu rukávníků. V západní Evropě došlo takřka k úplnému vyhlazení tamějších potápek, které se však nakonec podařilo zvrátit. Peří z potápky krátkokřídlé zase sloužilo pro výrobu tradičních sedlových dek jihoamerických Indiánů. Lov evropských potápek na doplňky oděvů představoval hlavní podnět vzniku Královské společnosti na ochranu ptáků (Royal Society for the Protection of Birds) ve Spojeném království v roce 1889. Tato organizace se zabývá ochranou ptáků dodnes. V současné době již lov potápky výrazněji neohrožuje. Jejich maso má ostatně nepříjemnou chuť, což pomáhá lovce odradit.
Potápky pronikly i do českých přísloví a pořekadel. O člověku, který je zesláblý, se říká, že je jako potápka, což naráží na obtížnou, nemotornou chůzi potápek.

### Ohrožení
Zhruba třetina druhů potápek čelí nějakému typu ohrožení. K roku 2024 byla potápka argentinská hodnocena jako kriticky ohrožená a potápka Taczanowského byla ohrožená. K hlavním příčinám ohrožení patří znečištění vod, globální oteplování a introdukce přirozených stanovišť potápek novými druhy. Tři druhy potápek vyhynuly cirka v 80. letech 20. století. Jedná se o potápku obrovskou, skořicovohrdlou a andskou. Všechny tyto druhy byly endemické místním jezerům a jejich vyhynutí bývá dáváno do souvislosti s introdukcí predátorských ryb, novými rybářskými metodami a dalšími změnami přirozeného habitatu potápek.